# Street Trash
Street Trash ist ein Splatter-Trashfilm von Jim Muro. Er hat auf dem Brussels International Fantastic Film Festival den Silbernen Raben gewonnen. Der Film gehört zu den Kultfilmen unter den B-Movies und zählt zusammen mit Filmen wie The Incredible Melting Man zum Subgenre der Melt Movies.
Street Trash lebt von seinem bizarren Humor, einer abgedrehten aber schlüssigen Story, den liebevoll charakterisierten Protagonisten und zahlreichen gut umgesetzten Splattereffekten.

## Handlung
Als ein Schnapshändler in Brooklyn (New York) in seinem Keller eine verstaubte Kiste mit einem unbekannten Getränk names „Viper“ findet, beginnt die Geschichte. Für einen US-Dollar wird der Schnaps an die Kunden verkauft, an „abgestürzte Gestalten“, Vietnamveteranen und Penner, die als Obdachlose auf dem Schrottplatz in einem aus Autoreifen errichteten Haus leben und dort eine eigene Gemeinschaft aufgebaut haben.
Der für einen Dollar verkaufte Trank richtet üblen Schaden am menschlichen Körper an. Die Todesursachen variieren zwischen Zerschmelzen und Zerlaufen bis zu Explosionen. Nebenbei geht es noch um alles, was einen solchen Film ausmacht: die Liebe zweier Protagonisten, die der Chef des Schrottplatzes vereiteln will, den Sexualmord an einer volltrunkenen Frau und exemplarisch das Vietnamkriegstrauma einer ganzen Generation von US-Soldaten.

## Referenzen
Der New Yorker Filmemacher und Buchautor Greg Lamberson zollt Street Trash in seinem Meltdown-Movie Slime City Massacre aus dem Jahr 2010 Tribut, indem er in einer Szene einen geschmolzenen Leichnam zeigt, der eine Flasche „Viper“ in der Hand hält. Roy Frumkes, der Produzent und Drehbuchautor von Street Trash, war in den 80er Jahren Lambersons Dozent an der School of Visual Arts in New York City.